# Mała Garajowa Kopa
Mała Garajowa Kopa (słow. Malá Garajova kopa, 1929 m) – szczyt Liptowskich Kop (Liptovské kopy) położony pomiędzy Zadnią Garajową Kopą (Tichý kopec, Zadná Garajova kopa), od której oddziela go Garajowa Przełęcz Niżnia (Nižné Garajovo sedlo), a Wielką Garajową Kopą (Veľká Garajova kopa), od której oddziela go Garajowa Przełęcz Pośrednia (Prostredné Garajovo sedlo).
Stoki Małej Garajowej Kopy opadające do dna Dolinki Garajowej są niezbyt strome, trawiaste. Natomiast do Zadniego Rycerowego opada ze szczytu skalisty stok, prawie ścianka.
Drogi na szczyt były znane od dawna pasterzom i kłusownikom. Pierwsze odnotowane wejście turystyczne zimowe – Józef Grabowski z pięcioma osobami towarzyszącymi 3 marca 1912 r. Rejon szczytu wraz z całymi Liptowskimi Kopami był dawniej wypasany. Od 1949 r. stanowi niedostępny dla turystów obszar ochrony ścisłej.
Nazwa szczytu wywodzi się od Garajowej Polany, ta zaś od występującego na Liptowie nazwiska Garaj.